# ترور جونز (موسیقی‌دان)
ترِوُر آلفرد چارلز جونز (انگلیسی: Trevor Alfred Charles Jones؛ زادهٔ ۲۳ مارس ۱۹۴۹) یک موسیقی‌دان اهل آفریقای جنوبی است. وی از سال ۱۹۷۹ میلادی تاکنون مشغول فعالیت بوده‌است. او در شش سالگی، تصمیم گرفته بود که یک آهنگساز فیلم شود. در سال ۱۹۶۷ با بورسیه تحصیلی در آکادمی موسیقی سلطنتی در لندن مشغول به تحصیل شده و پس از آن به مدت پنج سال در بی‌بی‌سی به عنوان کارشناس موسیقی برای بررسی موسیقی فیلم رادیو و تلویزیون فعالیت کرد. وی در سال ۱۹۷۴ در دانشگاه یورک مشغول به تحصیل شد و از آنجا با مدرک کارشناسی ارشد در موسیقی فیلم و رسانه فارغ‌التحصیل شد. جونز به مدت سه سال در مدرسه ملی فیلم و تلویزیون در زمینه فیلم‌سازی عمومی و فنون فیلم و صدا تحصیل کرد. در این مدت او موسیقی بیست و دو پروژه دانشجویی را نوشت و در سال ۱۹۸۱ موفق به دریافت جایزهٔ موسیقی فیلم اسکار شد.

## فیلم‌شناسی
- آخرین موهیکان
- بلور تاریک (۱۹۸۲)
- جانی جونز (۱۹۸۲)
- قطار لگام‌گسیخته (۱۹۸۵)
- مارپیچ (فیلم) (۱۹۸۶)
- میسیسیپی می‌سوزد (۱۹۸۸)
- دریای عشق (۱۹۸۹)
- به نام پدر (۱۹۹۳)
- ریچارد سوم (۱۹۹۵)
- جی.آی. جین (۱۹۹۷)
- مرلین (مجموعه کوتاه تلویزیونی) (۱۹۹۸)
- ناتینگ هیل (۱۹۹۹)
- از جهنم (۲۰۰۱)
- دور دنیا در ۸۰ روز (۲۰۰۴)
- آشوب (۲۰۰۶)
- هزارتو (۲۰۱۲)